# Фйорентіно (футбольний клуб)
Фйорентіно (італ. Football Club Fiorentino) — сан-маринський футбольний клуб з однойменного поселення. Клуб заснований у 1974 році. У сезоні 2015–2016 виступає в групі B.

## Досягнення
- Чемпіон Сан-Марино: 1992.